# 姜荃林
姜荃林（1598年—？），號蘭滋，江西鄱阳县人，明末官員。崇禎十年進士。

## 生平
天啓元年（1621年）辛酉科江西鄉試第七十七名舉人，崇祯十年（1637年）丁丑科會試第七十七名，廷試三甲一百五十五名進士。户部觀政，十一年四月授宁国县知县，十五年應天同考，十六年皇帝欽補房山知县。

## 家族
曾祖姜地，嘉靖元年壬午举人，浔州知府，祀乡贤；祖姜金和，庚戌探花、南大司成；父姜之泗，廪生。